# 1545
سنة 1545 كانت سنة بسيطة تبدأ يوم الخميس (الرابط يظهر نموذج التقويم الكامل للسنة) من التقويم اليولياني.

## أحداث
- تأسيس مدينة إل توكويو وتقع حاليا في فنزويلا.
- 1 أبريل: تأسيس مدينة بوتوسي وتقع حاليا في بوليفيا.

## مواليد
- إليزابيث من فالوا سياسية إسبانية
- الأميرة آنا من السويد (1545–1610)
- الدون كارلوس من إسبانيا
- توباك أمارو
- توماس داوتي
- غارسيا غيرا
- كويدوبالدو ديل مونتي
- محمد عبد الرؤوف المناوي مؤرخ مصري
- ويليام مورغان

## وفيات
- أبو الحسن البكري